# Torellia
Torellia là một chi ốc biển nhỏ, là động vật thân mềm chân bụng sống ở biển trong họ Capulidae.

## Các loài
Các loài trong chi Torellia gồm có:
- Torellia antarctica (Thiele, 1912)[2]
- Torellia cornea Powell, 1951[3]
- Torellia delicata (Philippi, 1844)[4]
- Torellia didyma Bouchet & Warén, 1993[5]
- Torellia exilis (Powell, 1958)[6]
- Torellia insignis (Smith, 1915)[7]
- Torellia mirabilis (Smith, 1907)[8]
- Torellia planispira (Smith, 1915)[9]
- Torellia smithi Waren, Arnaud & Cantera, 1986[10]